# Banisteriopsis caapi
Banisteriopsis caapi – gatunek południowoamerykańskiego pnącza z rodziny malpigiowatych (Malpighiaceae).

## Zastosowanie
Nazwa Ayahuasca znaczy „pnącze duchów” w języku keczua, a szamani rdzennych plemion zachodniej Amazonii używają rośliny podczas religijnych i leczniczych ceremonii. Zawiera w swoich łodygach harminę oraz harmalinę. Jest składnikiem enteogenicznego napoju ayahuasca.

## Sytuacja prawna
Gatunek wymieniany jest w polskim prawie w ustawie o przeciwdziałaniu narkomanii jako środek odurzający o najwyższym stopniu ryzyka powstania uzależnienia. Roślina może być wykorzystywana w Polsce tylko do celów medycznych, przemysłowych i prowadzenia badań.